# 1822 en arts plastiques
| Années des arts plastiques : 1819 - 1820 - 1821 - 1822 - 1823 - 1824 - 1825    |
| Décennies des arts plastiques : 1790 - 1800 - 1810 - 1820 - 1830 - 1840 - 1850 |

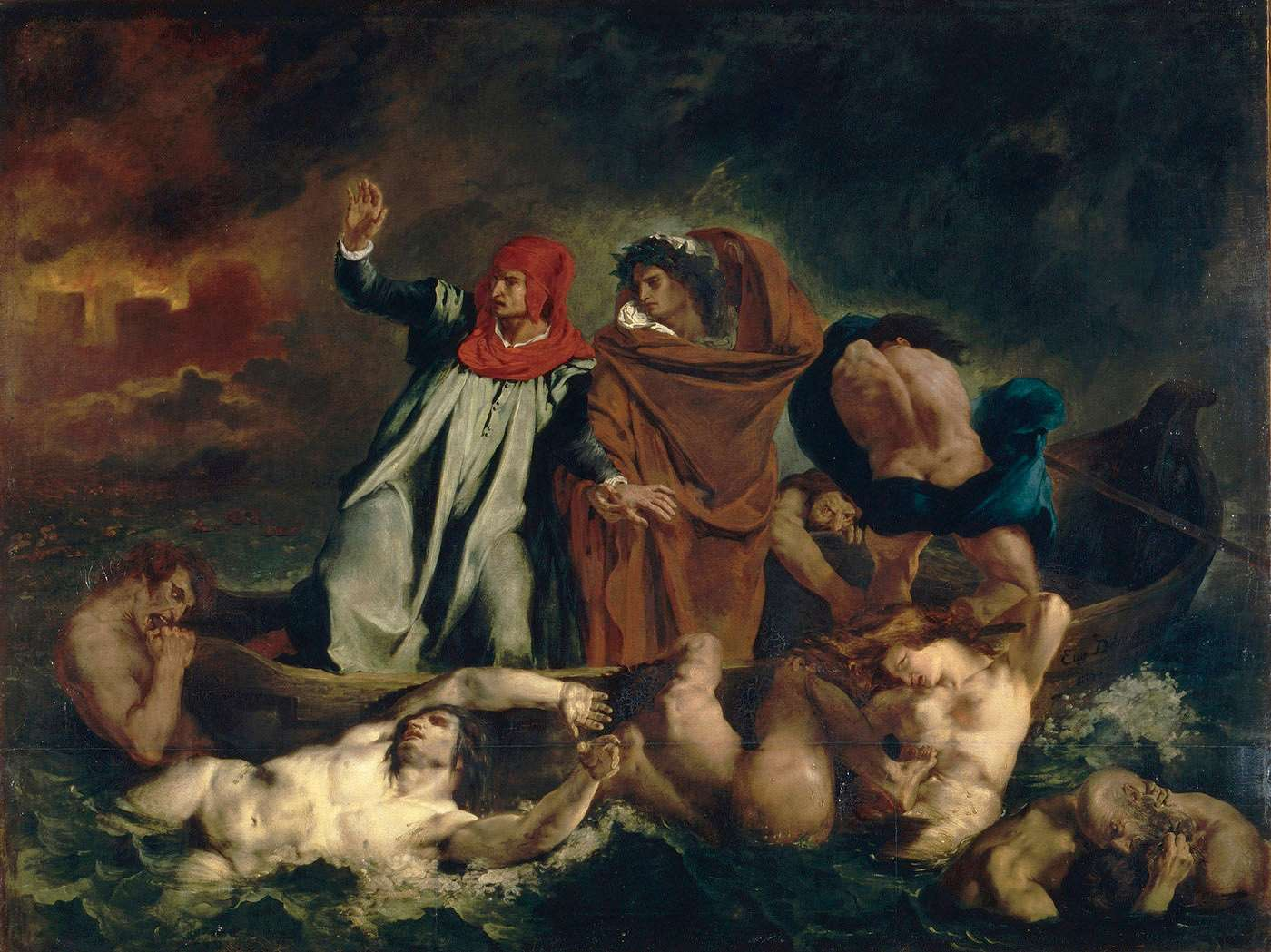
Eugène Delacroix peint La Barque de Dante.

Cette page concerne l'année 1822 en arts plastiques.

## Œuvres
- La Barque de Dante, huile sur toile d'Eugène Delacroix

## Naissances
- 30 janvier : Joseph Jaquet, sculpteur belge († 9 juin 1898),
- 6 mars : Adolphe Aze, peintre français († 20 mars 1884),
- 10 mars : Willem Roelofs, peintre, aquarelliste, aquafortiste et lithographe néerlandais († 12 mai 1897),
- 12 mars : Thomas Buchanan Read, poète et portraitiste américain († 11 mai 1872),
- 16 mars : Rosa Bonheur, peintre et sculptrice française († 25 mai 1899),
- 17 mars :
  - Samuel P. Avery, marchand d'art et connaisseur américain († 11 août 1904),
  - Louis Bonet,  peintre belge († 12 juin 1894),
- 18 mars : Jan Weissenbruch, peintre néerlandais († 15 février 1880),
- 29 mars : Joseph Quinaux,  peintre belge († 24 mai 1895),
- 1er avril : Hector Giacomelli, aquarelliste, graveur et illustrateur français († 1er décembre 1904),
- 7 avril : Apollonie Sabatier, peintre, demi-mondaine et salonnière française († 3 janvier 1890),
- 23 avril :
  - Alfred Dehodencq, peintre français († 2 janvier 1882),
  - Louis Lamothe, peintre français († 15 décembre 1869),
- 28 avril : Hugues Merle, peintre de genre, portraitiste français († 16 mars 1881),
- 31 mai : Jules Dauban, peintre français († 6 septembre 1908),
- 2 juillet : Prosper Drion, sculpteur belge († 27 janvier 1906),
- 3 juillet : Héliodore Pisan, peintre, aquarelliste et graveur français († 18 juillet 1890),
- 15 juillet : Charles Busson, peintre français († 4 avril 1908),
- 21 juillet :
  - Victor Chavet, peintre français († 1906),
  - Auguste Delâtre, peintre, graveur, illustrateur et imprimeur français († 25 juillet 1907),
- 1er août : Vincent Fossat, peintre et illustrateur italien († 27 février 1897),
- 5 août : Francesco Saverio Altamura, peintre italien († 5 janvier 1896),
- 12 août : 
  - Rodolphe Bresdin, dessinateur et graveur français († 11 janvier 1885),
  - Eugène Leguay, graveur français († ?),
- 22 août : Édouard Fiers, sculpteur belge († 22 décembre 1894),
- 3 septembre : Stefano Ussi, peintre italien  († 22 septembre 1901),
- 13 septembre : Félix-Joseph Barrias, peintre français († 24 janvier 1907),
- 26 septembre : Victor Casimir Zier, peintre polonais († ?),
- 19 décembre : Charles-Gustave Housez, peintre français († 6 juillet 1894),
- 27 décembre : Michele Rapisardi, peintre italien († 19 décembre 1886),
- ? :
  - Domingo Martínez Aparici, graveur espagnol († 19 novembre 1898),
  - Antonio Puccinelli, peintre italien († 1897),
  - Luigi Stabile, peintre italien  de l'école napolitaine († ?),
  - Sophie Vincent-Calbris, peintre française († 6 février 1859).

## Décès
- 3 janvier : Johann Christian von Mannlich, peintre et architecte allemand (° 2 octobre 1741),
- 12 janvier : Johann Scheffer von Leonhardshoff, peintre autrichien, membre du mouvement nazaréen  (° 30 octobre 1795).
- ? avril : Dmitri Levitski, peintre russe (° 1735),
- 11 mai : Gérard van Spaendonck, peintre et graveur d'origine néerlandaise installé en France (° 22 mars 1746),
- 18 août :
  - Armand-Charles Caraffe, peintre français (° 1762),
  - Henri Édouard Truchot,  peintre français (° 3 mai 1798),
- 13 octobre : Antonio Canova, sculpteur néoclassique italien (° 1er décembre 1757),
- 13 décembre : Tommaso Conca, peintre italien (° 22 décembre 1734),

- Date précise inconnue ou non renseignée : 
  - Joaquim Machado de Castro, sculpteur portugais (° 1731),

- Vers 1822 :
  - Ludwig Rullmann, peintre, graveur et lithographe allemand (° 1765).